# 9251 Harch
9251 Harch (4896 P-L) là một tiểu hành tinh vành đai chính.